# Павлово (Слонимский район)
Павлово (бел. Па́ўлава; до 30 июля 1964 года — Пузовичи (бел. Пузаві́чы) — деревня в Слонимском районе Гродненской области Беларуси. Входит в состав Павловского сельсовета.

## География
Расположена в 22 км в направлении на север от города Слоним, в 170 км от Гродно, в 23 км от железнодорожной станции Слоним. Через деревню пролегает автомобильная дорога М-11.
Ближайшие населённые пункты Акачи, Задворье, Новосёлки, Милошевичи и др.

### Гидрография
Протекает река Дымарка.

## История
С 1905 года в Козловской волости Слонимского уезда Гродненской губернии.
В 1966—2020 годах деревня Павлово являлась административным центром Павловского сельсовета. 1 мая 2020 года административный центр Павловского сельсовета Слонимского района из деревни Павлово перенесён в агрогородок Новосёлки.

## Население

### Численность
- 2009 год — 155 жителей

### Динамика
- 1905 год — 354 жителей (деревня Пузевичи)[5]
- 1999 год — 192 жителей (перепись населения)
- 2000 год — 190 жителей, 94 дворов[3]
- 2009 год — 155 жителей (перепись населения)[5]

## Улицы
- Заречная
- Космонавтов
- Сельская
- 50 лет БССР

## Культура
- Центр культуры

## Достопримечательность
- Братская могила советских воинов.
- Памятник землякам, погибшим в Великой Отечественной войне.
- Храм Рождества Христова.